# جنفييف بوجولد
جنفييف بوجولد (بالفرنسية: Geneviève Bujold)‏ ، هي ممثلة كندية، من مواليد 1 يوليو عام 1942م، بدأت مسيرتها الفنية عام 1954م، وكانت جنفييف حصلت على جائزة غولدن غلوب، كما رشحت لجائزة الأوسكار.

## وصلات خارجية
- جنفييف بوجولد على موقع IMDb (الإنجليزية)
- جنفييف بوجولد على موقع روتن توميتوز (الإنجليزية)
- جنفييف بوجولد على موقع ألو سيني (الفرنسية)
- جنفييف بوجولد على موقع تيرنر كلاسيك موفيز (الإنجليزية)
- جنفييف بوجولد على موقع أول موفي (الإنجليزية)
- جنفييف بوجولد على موقع قاعدة بيانات الأفلام السويدية (السويدية)
- جنفييف بوجولد على موقع إن إن دي بي (الإنجليزية)
- جنفييف بوجولد على موقع قاعدة بيانات الفيلم (الإنجليزية)
- جنفييف بوجولد على موقع كينوبويسك (الروسية)
- The Canadian Film Encyclopedia